# My Movie of You
My Movie Of You è il quinto ed ultimo album in età adolescente del cantante Leif Garrett, uscito nell'ottobre-novembre 1981.
Il disco è il meno amato dall'artista a causa della sua impronta musicale commerciale. Contiene infatti prevalente pezzi pop (Uptown Girl, Just Like a Brother, Missin' You) ed un buon lento (la title track Movie of You).
Il brano di maggior successo è Runaway Rita, pubblicato come singolo, che si piazza molto bene solo in Giappone. Negli altri paesi la popolarità di Leif come cantante è molto calata, sia per voler insistere su sbagliate scelte musicali precedenti (repertorio rock), sia per dei problemi personali (droga).

## Tracce
1. Runaway Rita
2. Every Night with You
3. Uptown Girl
4. Just like a Brother
5. Santa Monica Bay
6. Mo Mo Way (Momoe)
7. I Don't Want to Want You
8. Missin' You
9. Feels So Right
10. Movie of You